# Stupid Girl
Stupid Girl fu il quinto singolo dei Garbage ad essere tratto dall'album Garbage. È stato la loro hit più grande in molti paesi tra cui l'Inghilterra.

## Profilo
"Stupid Girl" fu scritta e registrata agli Smart Studios nelle sessioni di registrazione del loro 1º album. Il testo fu scritto prima che Shirley Manson entrasse nel gruppo e fu uno dei primi titoli su cui Shirley lavorò. Il brano contiene un campionamento di Train in Vain dei Clash. Alexz Johnson realizzò una cover della canzone per il cd della colonna sonora della prima stagione del telefilm Instant Star.

## Distribuzione
In Inghilterra il singolo fu distribuito ufficialmente nel marzo del 1996 in Inghilterra, qualche mese dopo negli Stati Uniti, mentre in Australia ed in Europa fu pubblicato nel novembre del 1995. Il singolo fu venduto in una confezione con una grande G di plastica, marcato Takfile TM. Fu limitato a 13 000 copie la metà delle quali in una confezione blu, l'altra metà rossa.
Il video musicale, diretto da Samuel Bayer, fu filmato negli Smart Studios nel gennaio del 1996 in sole 4 ore. Il video di Stupid Girl fu nominato agli MTV Music Awards come Miglior Nuovo Artista.

## Premi
"Stupid Girl" fu nominata agli MTV Europe Music Award come Miglior Canzone nel '96 e nel '97 come Miglior Canzone e migliore Performance agli US Grammy. "Stupid Girl" vinse anche il premio BMI come miglior canzone Pop nel 1998.

## Classifiche
| Classifica (1996)              | Posizione massima |
| ------------------------------ | ----------------- |
| Australia                      | 47                |
| Canada                         | 30                |
| Francia                        | 38                |
| Irlanda                        | 16                |
| Nuova Zelanda                  | 32                |
| Regno Unito                    | 4                 |
| Stati Uniti                    | 24                |
| Stati Uniti (adult pop)        | 36                |
| Stati Uniti (alternative)      | 2                 |
| Stati Uniti (dance club)       | 5                 |
| Stati Uniti (dance/electronic) | 30                |
| Stati Uniti (mainstream rock)  | 39                |
| Stati Uniti (pop)              | 25                |

## Date di pubblicazione
| Data rilascio    | Paese       | Casa discografica   | Formato                            |
| ---------------- | ----------- | ------------------- | ---------------------------------- |
| 5 febbraio 1996  | Australia   | White Records       | Musicassetta, 2×CD single set      |
| 28 febbraio 1996 | Europa      | BMG                 | CD maxi                            |
| 11 marzo 1996    | Regno Unito | Mushroom Records UK | 7" vinile, 2×CD single set         |
| 25 maggio 1996   | Stati Uniti | Almo Sounds         | Airplay: Modern Rock Tracks        |
| 9 luglio 1996    | Stati Uniti | Almo Sounds         | Musicassetta, CD maxi              |
| 6 agosto 1996    | Stati Uniti | Almo Sounds         | 12" vinile                         |
| 2 settembre 1996 | Francia     | BMG                 | CD single                          |
| 2 settembre 1996 | Germania    | BMG                 | CD single                          |
| 5 maggio 1997    | Regno Unito | Mushroom Records UK | 12" vinile ("Stupid Girl Remixes") |